# Typin
Typin – wieś w Polsce, położona w województwie lubelskim, w powiecie tomaszowskim, w gminie Tomaszów Lubelski.
W latach 1975–1998 wieś administracyjnie należała do województwa zamojskiego.
Wieś jest sołectwem w gminie Tomaszów Lubelski. Według Narodowego Spisu Powszechnego z roku 2011 wieś liczyła 414 mieszkańców.
Opodal w dolinie rzeki Huczwy znajdują się fortyfikacje – wały, fosy, resztki bastionów narożnych; są to pozostałości obronnego zameczku z ok. XVII w.
Wierni Kościoła rzymskokatolickiego należą do parafii św. Anny w Gródku.

## Części wsi
| SIMC    | Nazwa        | Rodzaj    |
| ------- | ------------ | --------- |
| 0902620 | Bukowina     | część wsi |
| 0902636 | Dobrzanówka  | część wsi |
| 0902642 | Folwarczysko | część wsi |
| 0902659 | Kątek        | część wsi |
| 0902665 | Parama       | część wsi |
| 0902671 | Pod Lasem    | część wsi |
| 0902688 | Stara Wieś   | część wsi |

## Historia
Wieś wymieniona w 1409 roku jako majętność Stanisława Szwaba z Typina, jednego z współfundatorów kościoła w Gródku. Natomiast w 1484 r. do Mikołaja Szwaba z Typina. Według registrów poborowych z 1564 roku wieś miała 6 łanów (to jest ok. 100,8 ha) gruntów uprawnych. W 1783 roku była własnością Pawła Gembarzewskiego.
W 1880 r. wieś liczyła 46 domów z 377 mieszkańcami, zaś według spisu z  1921 roku (wówczas w gminie Majdan Górny) były tu 132 domy oraz 770 mieszkańców, w tym 34 Żydów i 256 Ukraińców.
W II połowie XIX w. istniała tu drewniana cerkiew z 1825 roku, na miejscu wcześniej istniejącej wybudowanej przed 1700 r. Cerkiew Świętych Piotra i Pawła została zburzona podczas tzw. akcji polonizacyjno-rewindykacyjnej latem 1938 r. We wsi przetrwał cmentarz prawosławny. 
W 2025 roku z inicjatywy emerytowanego metropolity donieckiego i mariupolskiego Hilariona, którego przodkowie pochodzą z Typina, zostały przeprowadzone prace rewitalizacyjne cmentarza polegające na wykarczowaniu zarośli, ogrodzeniu działki cmentarnej, przygotowaniu drogi wjazdowej, wykonaniu artystycznej bramy oraz pięciometrowego krzyża prawosławnego. Na cmentarzu obok krzyża usytuowano dziesięć symbolicznych nagrobków, gdzie na płytach zostały wypisane osoby, które spoczywają na tej nekropolii, na podstawie ksiąg metrykalnych poczynając od 1875 roku do roku 1944. Obok istniejącej drewnianej kaplicy ustawiono pamiątkową tablicę, upamiętniając na niej prawosławne duchowieństwo posługujące w Typinie. Podobnymi tablicami upamiętniono także zamordowanych mieszkańców Typina - Stefana Moroza oraz Iwana Szukało. Stare zachowane pomniki z piaskowca zostały odnowione.